# アンドローニ・ジョカットーリ・シデルメク
アンドローニ・ジョカットーリ・シデルメク (Androni Giocattoli-Sidermec、国際自転車競技連合(UCI)チームコード: ANS) は、自転車ロードレースのUCIプロフェッショナルコンチネンタルチームである。UCIコンチネンタルサーキットに参戦し、時にワイルドカードを与えられてUCIワールドツアーへ出場する。

## 概要
チーム本拠地はイタリア。ワールドツアーチームではないものの、かつてはジルベルト・シモーニ、ダビデ・レベリン、ミケーレ・スカルポーニといったイタリアの有力選手が在籍。
ワールドツアーチームではないため、ジロ・デ・イタリアへはワイルドカードでの選出となるが、1996年に初出場して以来、2019年までに19回出場している。

## 主な実績

### 2008年
- ツール・ド・ランカウイ 総合優勝　ルスラン・イヴァノフ
- ジロ・デ・イタリア ステージ優勝　アレッサンドロ・ベルトリーニ
- トレ・ヴァッリ・ヴァレジーネ 優勝　フランチェスコ・ジナンニ

### 2009年
- ツール・ド・ランカウイ 総合優勝　ホセ・セルパ
- ティレーノ〜アドリアティコ 総合優勝　ミケーレ・スカルポーニ
- ジロ・デ・イタリア ステージ優勝　ミケーレ・スカルポーニ

### 2010年
- ティレーノ〜アドリアティコ 総合2位　ミケーレ・スカルポーニ
- ジロ・ディ・ロンバルディア 2位　ミケーレ・スカルポーニ

### 2011年
- ツール・ド・ランカウイ 総合優勝　ホナタン・モンサルベ

### 2012年
- ツール・ド・ランカウイ 総合優勝　ホセ・セルパ
- ツール・ド・ランカウイ 総合2位　ホセ・ルハノ
- ジロ・デ・イタリア ステージ優勝 ミゲル・アンヘル・ルビアーノ

### 2019年
- ジロ・デ・イタリア 区間優勝 ファウスト・マスナーダ（第6ステージ）

## 2012年陣容
2012年6月10日更新 
- ゼネラル・マネジャー - ジャンニ・サヴィオ

| 選手名                               | 国籍       | 生年月日       | 前年所属チーム                           |
| ------------------------------------ | ---------- | -------------- | ---------------------------------------- |
| オマル・バルタッツォ                 | イタリア   | 1989年1月7日   |                                          |
| リッカルド・キアリーニ               | イタリア   | 1984年2月20日  |                                          |
| アレッサンドロ・デ・マルキ           | イタリア   | 1986年5月19日  |                                          |
| ジャイロ・エルメティ                 | イタリア   | 1981年4月7日   |                                          |
| ファビオ・フェッリーニ               | イタリア   | 1990年3月29日  | ジェオックス・TMC                        |
| ロベルト・フェッラーリ               | イタリア   | 1983年3月9日   |                                          |
| トマース・ヒル                       | ベネズエラ | 1977年5月23日  | ロテリーア・デル・ターチラ               |
| サルヴァトーレ・マンクーゾ           | イタリア   | 1986年2月6日   | ISD-ネーリ                               |
| フランシスコ・モレノ                 | スペイン   | 1989年10月4日  |                                          |
| ホナタン・モンサルベ                 | ベネズエラ | 1989年6月28日  |                                          |
| アントニオ・カジミーロ・パッリネッロ | イタリア   | 1989年10月2日  | ホップラ - トラックス・イタリア - ウェガ |
| フランコ・ペッリツォッティ※          | イタリア   | 1978年1月15日  | 2011年所属チームなし                     |
| ハクソン・ロドリゲス                 | ベネズエラ | 1985年2月25日  |                                          |
| ミゲル・アンヘル・ルビアーノ         | コロンビア | 1984年10月3日  | ダンジェロ＆アンテヌッチ・NIPPO          |
| カルロス・オチョア                   | ベネズエラ | 1980年12月14日 |                                          |
| アントニオ・サントロ                 | イタリア   | 1989年10月9日  |                                          |
| エマヌエーレ・セッラ                 | イタリア   | 1981年1月9日   |                                          |
| ホセ・セルパ                         | コロンビア | 1979年4月17日  |                                          |
| ホセ・ルハノ                         | ベネズエラ | 1982年2月18日  |                                          |
| ミゲル・ウベト                       | ベネズエラ | 1976年9月2日   | ロテリーア・デル・ターチラ               |

※フランコ・ペッリツォッティは2012年5月より加入。
加入
- ファビオ・フェッリーニ
- サルヴァトーレ・マンクーゾ
- アントニオ・カジミーロ・パッリネッロ
- ミゲル・アンヘル・ルビアーノ

退団
- ルカ・バルラ
- アレッサンドロ・ベルトリーニ
- クレスチェンツォ・ダモーレ
- フランチェスコ・ジナンニ
- ルカ・ソラーリ
- アンヘル・ビシオソ

## 歴代陣容
| 2012年陣容                           | 2012年陣容 | 2012年陣容     | 2012年陣容                               |
| 選手名                               | 国籍       | 生年月日       | 前年所属チーム                           |
| ------------------------------------ | ---------- | -------------- | ---------------------------------------- |
| オマル・バルタッツォ                 | イタリア   | 1989年1月7日   |                                          |
| リッカルド・キアリーニ               | イタリア   | 1984年2月20日  |                                          |
| アレッサンドロ・デ・マルキ           | イタリア   | 1986年5月19日  |                                          |
| ジャイロ・エルメティ                 | イタリア   | 1981年4月7日   |                                          |
| ファビオ・フェッリーニ               | イタリア   | 1990年3月29日  | ジェオックス・TMC                        |
| ロベルト・フェッラーリ               | イタリア   | 1983年3月9日   |                                          |
| トマース・ヒル                       | ベネズエラ | 1977年5月23日  | ロテリーア・デル・ターチラ               |
| サルヴァトーレ・マンクーゾ           | イタリア   | 1986年2月6日   | ISD - ネーリ                             |
| フランシスコ・モレノ                 | スペイン   | 1989年10月4日  |                                          |
| ホナタン・モンサルベ                 | ベネズエラ | 1989年6月28日  |                                          |
| アントニオ・カジミーロ・パッリネッロ | イタリア   | 1989年10月2日  | ホップラ - トラックス・イタリア - ウェガ |
| フランコ・ペッリツォッティ※          | イタリア   | 1978年1月15日  | 2011年所属チームなし                     |
| ハクソン・ロドリゲス                 | ベネズエラ | 1985年2月25日  |                                          |
| ミゲル・アンヘル・ルビアーノ         | コロンビア | 1984年10月3日  | ダンジェロ & アンテヌッチ - ニッポ       |
| カルロス・オチョア                   | ベネズエラ | 1980年12月14日 |                                          |
| アントニオ・サントロ                 | イタリア   | 1989年10月9日  |                                          |
| エマヌエーレ・セッラ                 | イタリア   | 1981年1月9日   |                                          |
| ホセ・セルパ                         | コロンビア | 1979年4月17日  |                                          |
| ホセ・ルハノ                         | ベネズエラ | 1982年2月18日  |                                          |
| ミゲル・ウベト                       | ベネズエラ | 1976年9月2日   | ロテリーア・デル・ターチラ               |